# Bussokuseki-kahi

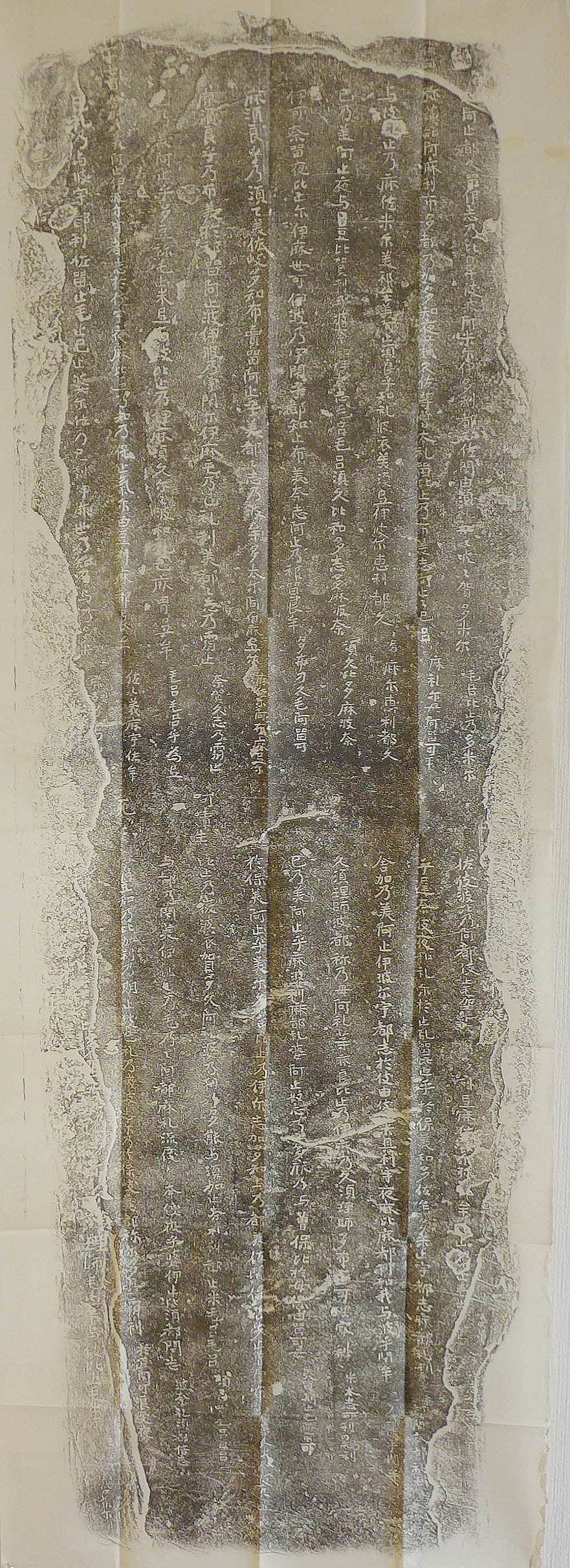
Frottis d'une inscription gravée sur la stèle de poèmes d'empreintes de Bouddha dans le temple de Yakushiji.

Le Bussokuseki-kahi (仏足石歌碑, « Stèle des poèmes sur la pierre avec les pieds de Bouddha ») est un monument qui se trouve dans le temple de Yakushi-ji à Nara (Japon) et qui remonte au milieu du VIIIe siècle. Il s'agit d'une stèle sur laquelle sont gravés vingt-et-un poèmes (japonais: ka). La stèle est liée à un bloc de pierre (japonais: seki), également dans le temple, sur lequel figurent les empreintes laissés par les pieds du Bouddha (sanskrit: Buddhapadha, japonais: Busso-ku). Ces poèmes disent les mérites de la vénération de ces empreintes.
Les poèmes eux-mêmes sont connus sous le nom de Bussokusekika (poèmes sur la pierre aux empreintes du Bouddha), ou encore de Bussokuseki no Uta. Il s'agit du seul texte entièrement authentique sur pierre datant de l'époque de Nara.
La pierre elle-même porte la date de 753. Bien qu'on n'ait pas de preuve que pierre et stèle aient formés un ensemble, on suppose que les poèmes étaient récités en tournant autour de la pierre avec les empreintes du Bouddha. 
La stèle et la pierre ont chacune été désignées, en 1952, monuments du Trésor national du Japon.

## Le monument
Le temple de Yashuki-ji possède la plus ancienne empreinte de pied du Bouddha (japonais: bussokuseki; sanscrit: buddhapada) au Japon, gravée en 753, au cours de l'époque de Nara. Les empreintes des deux pieds sont gravés sur une pierre d'environ 33 cm de haut, 75 cm de long et 96,5 cm de profondeur et l'empreinte de chacun des pieds mesure environ 48 cm x 17 cm. La pierre porte des inscriptions sur ses côtés. À côté de ce bloc est érigée une stèle haute de 1,88 m et large de 0,47 m, sur laquelle sont gravés les vingt-et-un poèmes. Les poèmes sont des versets dévotionnels concernant le culte des empreintes du Bouddha. Cette configuration explique le nom de Bussokuseki no Uta (« forme de poème de la pierre à l'empreinte des pieds du Bouddha ») attribué à ces textes.
Les empreintes elles-mêmes sont passablement abîmées. Elles sont décorées, entre autres, de la Roue de la Loi, d'un double poisson, d'un vase à fleur, d'un foudre, de motifs en forme de coquillage.
L'ensemble est conservé dans un bâtiment appelé « Salle de la pierre aux empreintes de Bouddha ».

## Traduction
Voici la traduction en français des vingt-et-un poèmes.
1. Puisse le tintement des pierres lorsque les empreintes sacrées sont gravées, s'élever jusqu'aux cieux et faire trembler la terre, pour le bien de mon père et de ma  mère, pour le bien de tous les hommes.
2. Rares, en effet, sont les empreintes où a marché l'homme auquel ne manquait aucune des trente-deux marques ni aucun des quatre-vingts signes de la bouddhéité.
3. À moi, il n'a  pas été donné de voir ces empreintes sacrées que les Bienheureux ont vues de leurs propres yeux, et c'est pourquoi je les ai gravées dans la pierre, je les ai gravées dans une belle pierre.
4. Puissent ces empreintes sacrées émettre un éclat irradiant et mener tous les hommes au salut, mener tous les hommes au salut.
5. Quel genre d'homme était-Il, Celui dont les pas laissaient des empreintes sur la pierre comme si c'était de la terre ? Il était saint, vraiment !
6. Je penserai toujours au Vaillant en regardant les empreintes qu'il a laissées en marchant pour ouvrir la voie aux hommes, jusqu'à ce que je paraisse devant Lui, jusqu'à ce que je Le rencontre face à face.
7. Les empreintes laissées par le Vaillant là où il a passé sont conservées dans la pierre, et elles incitent les hommes à les contempler et à se souvenir de Lui, à se souvenir de Lui à jamais.
8. Puissè-je partir à la recherche de ces empreintes sacrées — conduisant tous les hommes — vers la terre où demeure le Bienheureux !
9. J'ai copié  les empreintes sacrées de Shakyamuni sur la pierre ; permettez-moi respectueusement de les dédier au Bouddha des âges ultérieurs, permettez-moi de les offrir.
10. Bien que ce mot passe, puissent ces empreintes demeurer à jamais, pour le bien des siècles à venir, pour le bien des siècles ultérieurs.
11. Les  empreintes du Vaillant . . .
12. Oh, la merveille des empreintes de pas que ces hommes chanceux sont allés voir de leurs propres yeux ! Quelle joie elles apportent !
13. Bien que je sois sans valeur, nombreux sont ceux qui ont péché plus que moi ; pour les  sauver, j'ai copié ces empreintes, j'ai rendu ce service.
14. Ayant copié sur la pierre les empreintes sacrées de Shakyamuni, j'en ferai le tour et les vénèrerai jusqu'à la fin de ma vie, jusqu'à la fin de cette vie.
15. Il y a certes des guérisseurs d'un genre commun, mais ce guérisseur d'ailleurs est d'un pouvoir sacré, d'un pouvoir merveilleux.
16. Lorsque nous déambulons autour de ces empreintes sacrées, la forme précieuse de Celui qui les a laissées nous vient à l'esprit, on peut presque la voir.
17. Celui qui viendra contempler ces empreintes sacrées, pour lui seront effacés les péchés de mille ans passés, pour lui ils seront retranchés.
18. Naître homme n'est pas chose facile, c'est pourquoi nous devons êtres attentifs à la Loi. Ne ménagez pas vos efforts, vous tous, allez de l'avant, vous tous !
19. Ce corps immonde, assailli par les quatre serpents et les cinq démons[Note 2], repousse-le et jette-le, laisse-le et jette-le.
20. Cette vie  qui est la nôtre est semblable à un éclair, et le roi de la mort est toujours avec nous. Ne devrions-nous donc pas avoir peur ?
21. Pour le  bien de ceux qui . . . , je cherche un guérisseur, je cherche le Bienheureux, afin de je puisse les éveiller.

## Genre littéraire
Bussokuseki (sanscrit : Buddhapāda) désigne donc en japonais une pierre portant l'empreinte des pieds du Bouddha. Mais par ailleurs, le Bussokusekika est une des cinq formes principales de la poésie japonaise classique, à côté des styles suivants : Kata-uta, Sedooka, Tanka, Chooka. Le terme Bussokusekika vient du fait que cette forme de vers a été gravée sur une pierre qui porterait ou serait les empreintes de Bouddha. 
Ce type de poème se caractérise aussi par l'utilisation d'une forme à six lignes, dans un style archaïque demandant que l'on écrive les vers selon le patron morique 5-7-5-7-7-7 syllabes (soit un tanka plus une ligne de 7 syllabes). Du fait de cette ligne supplémentaire, ce style est aussi connu sous le nom de  Bussokuseki-tai, c'est-à-dire « style de la pierre des empreintes du Bouddha ». On notera cependant qu'il n'est pas spécifique à ces poèmes du Yakushi-ji et que, de plus, il leur préexiste et n'est donc pas apparu avec eux: on le rencontre par exemple dans un poème du Man'yōshū, ainsi que dans un texte du Kojiki).
Ce style se rencontre donc durant l'époque de Nara mais disparaît presque à l'époque de Heian. C'est une forme primitive de waka.

## Auteur
Selon une des inscriptions qu'on trouve sur la pierre portant les empreintes, celle-ci a été gravée en 753, sur l'ordre d'un certain Fun'ya no Chinu, dans lequel la tradition voit le petit-fils (693-770) de l'empereur Temmu (mort en 686). Il est donc le donateur de la pierre, mais il serait aussi — toujours selon la tradition — l'auteur des poèmes. L'hypothèse semble plausible pour le japonologue Douglas E. Mills, même si elle ne fait pas l'unanimité des érudits japonais qui se sont penchés sur la question entre le XVIIIe siècle et la première partie du XXe siècle. Mills ajoute que s'il n'y a vraiment eu qu'un seul auteur, sans doute s'agit-il de Fun'ya no Chinu.
Toutefois, cette hypothèse est rejetée par le chercheur Roy A. Miller pour qui les poèmes sont de plusieurs mains inconnues, écrits à différentes époques et arrangés dans l'ordre actuel par une sorte d'« architecte de l'ensemble » tout aussi anonyme.

## Les poèmes

### Thèmes

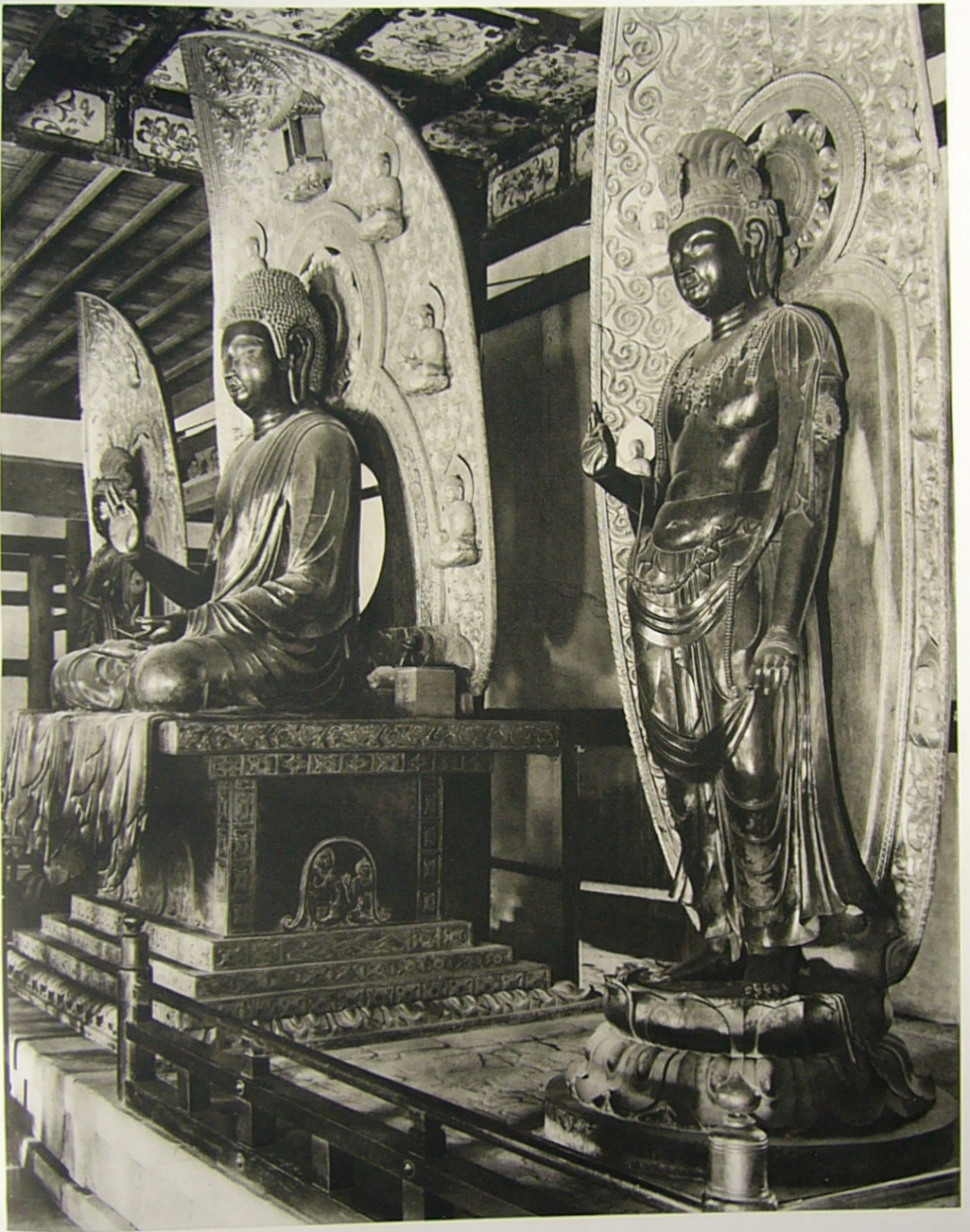
Yakushi Nyorai, le bouddha de la médecine (htr 255 cm), entouré de deux bouddhas (htr 318 cm). Temple de Yakushi-ji, Nara. Début du VIIIe siècle. Photo de 1942.

Au nombre de vingt-et-un au total, les poèmes louent le Bussokuseki mais aussi, selon Miller, le bouddha de la médecine Bhaishajyaguru (en japonais Yakushi, d'où le nom du temple Yakushi-ji, qui lui est dédié). Ils sont divisés en deux sections : un premier groupe de dix-sept textes, précédé du titre « Dix-sept poèmes en l'honneur des empreintes de Bouddha », et un deuxième de quatre textes, précédé du titre « En condamnation ce monde mortel » et portant sur sur l'impermanence,.
Il ne reste du onzième poème que le premier vers et le début du deuxième, le reste étant illisible; les trois premiers vers du vingt-et-unième ne sont pas entièrement lisibles.

### Le poème n° 15
Le quinzième poème pose un problème particulier. Il dit: « Il y a certes des guérisseurs d'un genre commun, mais ce guérisseur d'ailleurs est d'un pouvoir sacré, d'un pouvoir merveilleux. », ce qui soulève une question épineuse: le « guérisseur » (jap. : kusurishi; anglais: healer) qu'il invoque est-il le  même bouddha que auquel sont consacrés les seize autres poèmes de la première partie ou s'agit-il du bouddha de la médecine Yakushi ? Les érudits japonais sont, là aussi, partagés sur la question.

### Structure
Les poèmes sont calligraphiés en man'yōgana, des caractères chinois servant à transcrire les mots japonais, précurseurs des kana; les caractères chinois sont utilisés pour leur valeur phonétique. Chaque poème compte six lignes, dans une succession de 5-7-5-7-7-7 syllabes. La sixième ligne — supplémentaire, donc, et propre à ce genre littéraire, comme on l'a vu plus haut — est écrite dans des caractères plus petits que les cinq autres lignes, et de plus, dans les vingt-et-un poèmes, elle est reprend en général le sens de la cinquième ligne, et fonctionne donc comme une sorte de refrain. Pour le japonologue Douglas E. Mills, cela est cohérent avec le fait que les poèmes ont sans doute récités lors de la cérémonie de dédicace de la pierre, et peut-être aussi à l'occasion de cérémonies de circumambulations (dont la pratique semble mentionnée dans les poèmes 14 et 16).

### Les traductions
Cependant, tant la traduction que l'analyse de Mills (1960) sont vivement contestées par le linguiste américain Roy Andrew Miller qui a consacré une étude fouillée à ces poèmes, et qui voit dans le travail de Mills un « désastre » qui a frappé l'œuvre. Un jugement que tempère Edwin Cranston, professeur de japonais à Harvard, qui trouve Miller en partie injuste vis-à-vis de son prédécesseur, tout en saluant la qualité du travail de Miller. Cranston a lui-même traduit les poèmes (1993), en s'appuyant sur le travail de Miller, une « autorité reconnue » sur ce sujet — ce qui ne l'a —pas empêché de commettre lui-même des erreurs, parfois assez évidentes, note malicieusement (ou paradoxalement, au vu de ses louanges) Cranston. La traduction de Miller est en revanche vivement critiquée par l'éminent linguiste Alexander Vovin, qui la juge « inutile et sans valeur ».

## Galerie

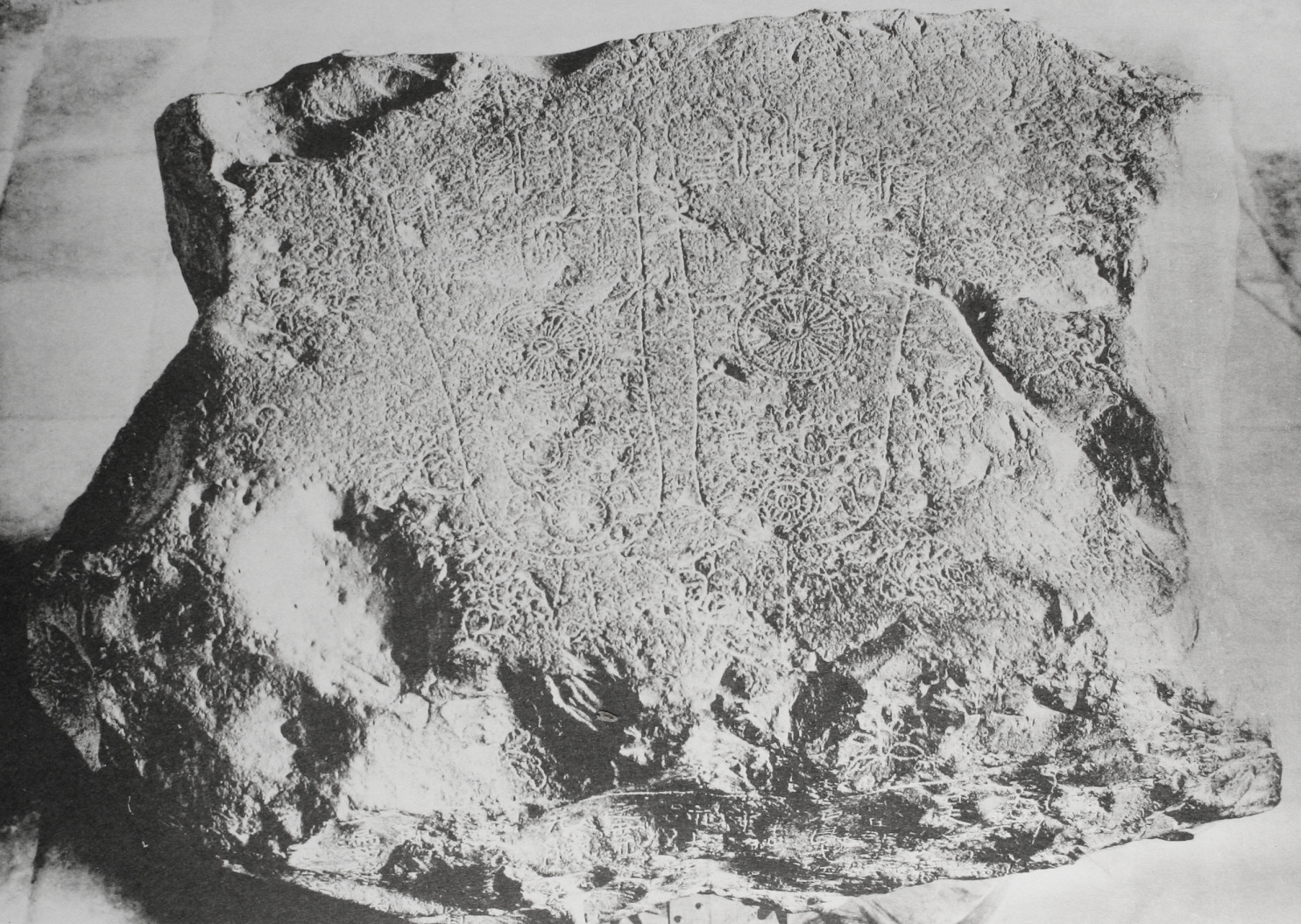
La pierre portant les empreintes du Bouddha au temple Yakushi-ji.
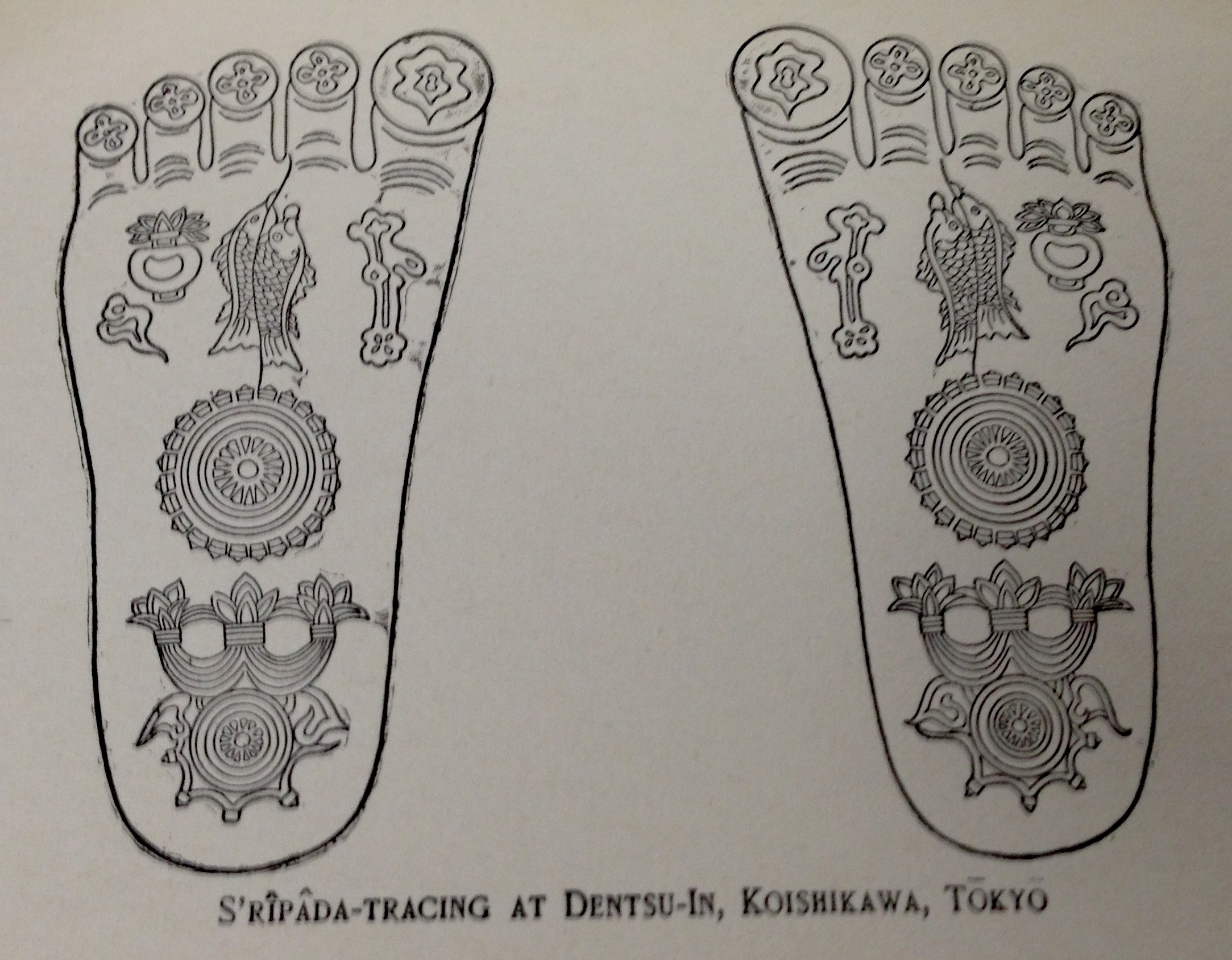
Dessin des empreintes des pieds du Bouddha: les symboles imitent ceux du Yakushiji. Temple Denzu-in, Tokyo[18],[19].
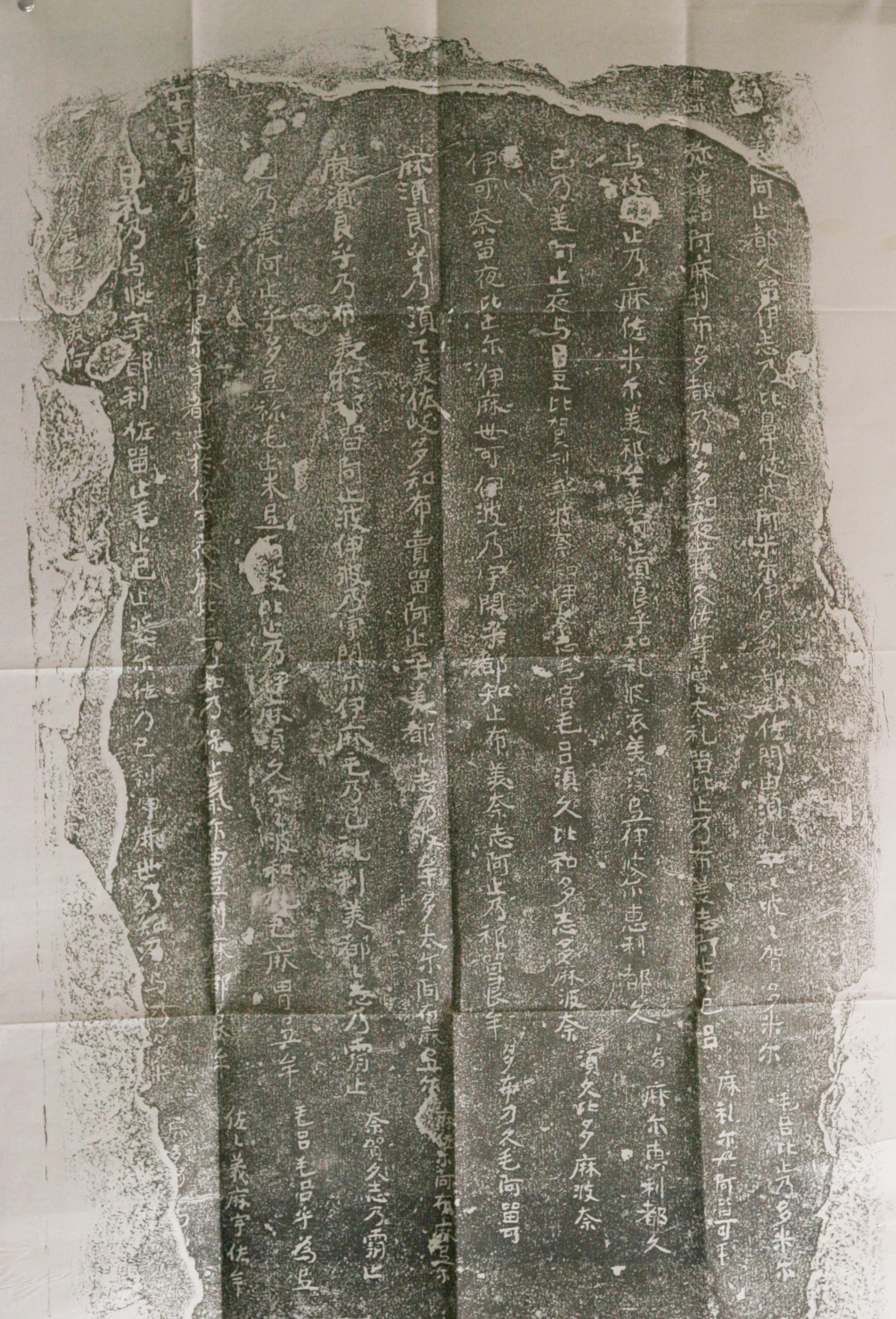
Détail supérieur de la stèle
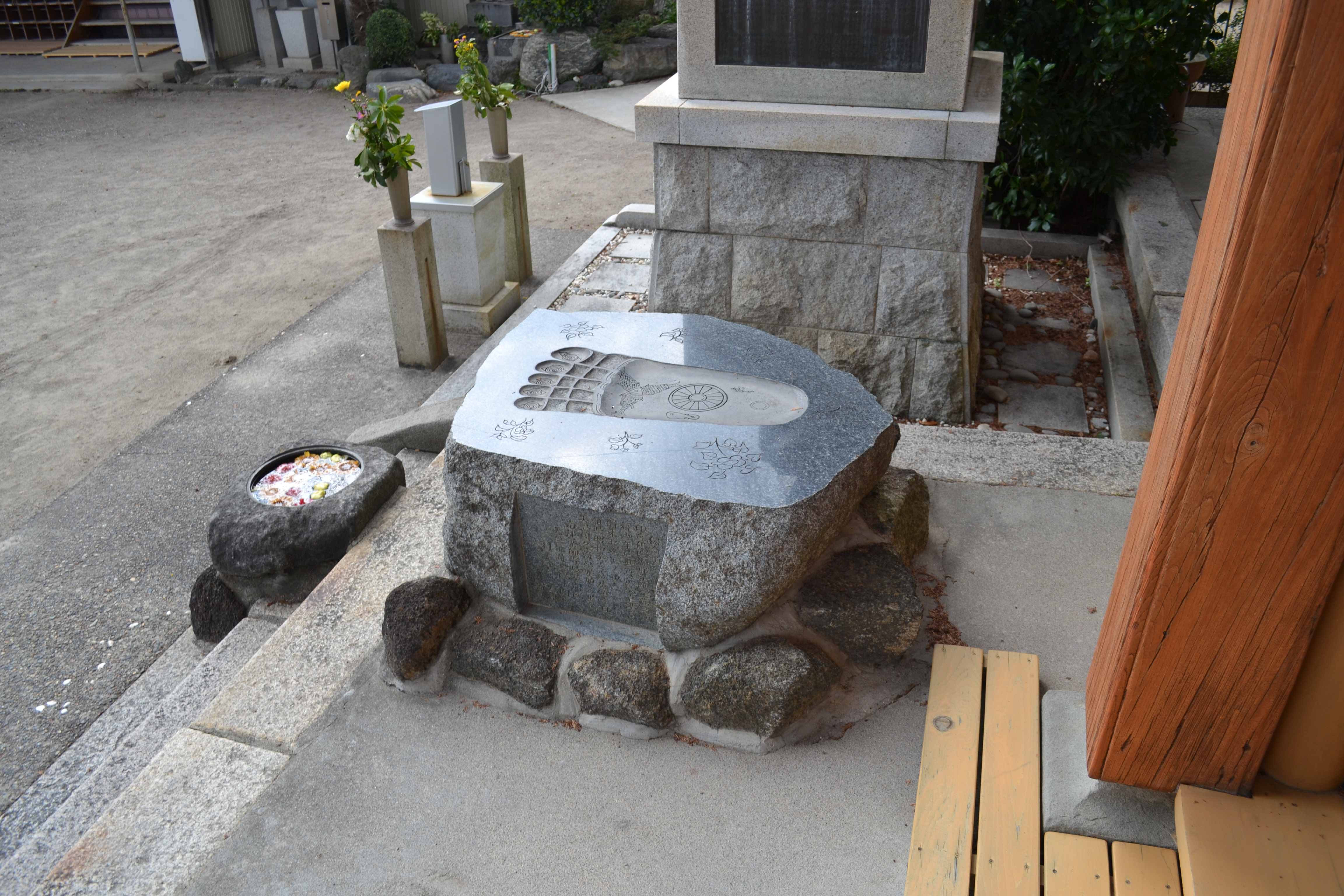
Yakushiji, Kakamigahara : empreinte du pied du Bouddha. Forme de la pierre et motifs proches de ceux du Yakushi-ji de Nara.